# France Rumilly

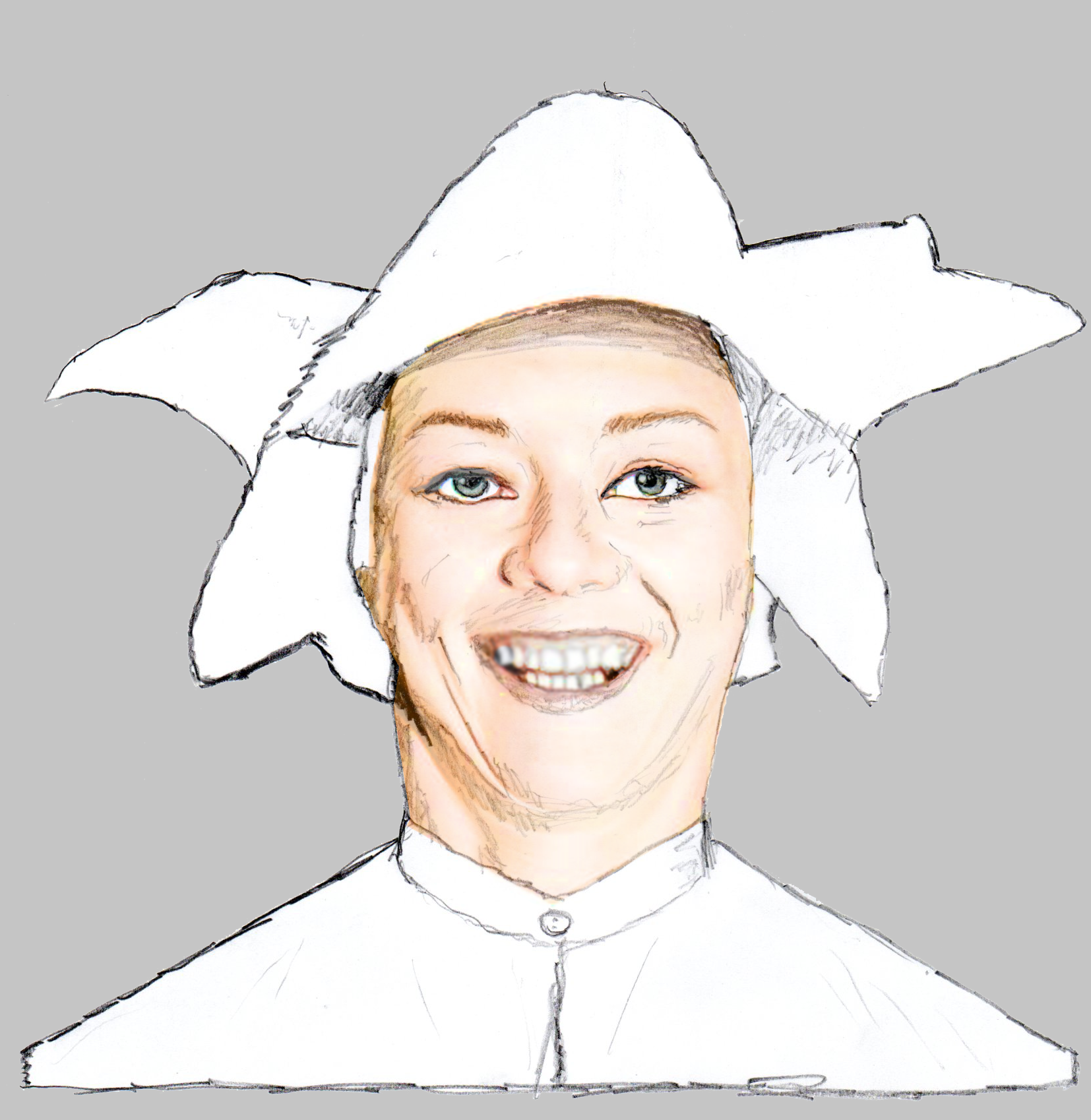
France Rumilly – französische Schauspielerin

France Rumilly (* 1. Mai 1939 in Boulogne-Billancourt; geboren als Marie-Françoise Rumilly) ist eine französische Schauspielerin.

## Leben und Wirken
Nach dem Studium am Kloster L’Institut Saint-Vincent de Paul und dem Besuch einer Schauspielschule wurde sie bei einem Casting vom Regisseur Jack Pinoteau entdeckt und erhielt für den 1963 entstandenen Film Fünf Glückspilze unter seiner Regie ihre erste Filmrolle.
Wenig später erreichte sie durch ihren Auftritt als rasende Schwester Clotilde in den Gendarmfilmen an der Seite von Louis de Funès Kultstatus und spielt diese Rolle in fünf weiteren Filmen der Reihe. Währenddessen war sie auch am Theater aktiv. Insgesamt wirkte sie in 37 Filmen mit.
Im Jahr 1986 zog sie sich komplett aus dem Filmgeschäft zurück. Auch am 20. Todestag von Louis de Funès im Jahr 2003 nahm sie, im Gegensatz zu vielen anderen Darstellern aus den Filmen, an keiner dafür im Fernsehen organisierten Veranstaltung teil. In der Dokumentation Un jour, un destin – Louis de Funès, derrière le masque (Erstausstrahlung in France 2 am 11. Dezember 2012) berichtete sie hingegen über die Zusammenarbeit mit dem französischen Komiker bei einem Auftritt zusammen mit Claude Gensac, die in vielen Filmen die Ehefrau an der Seite von Louis de Funès spielte.

## Filmografie (Auswahl)
- 1963: Fünf Glückspilze (Les Veinards)
- 1964: Der Gendarm von St. Tropez (Le Gendarme de Saint-Tropez)
- 1965: Caroline und die Männer über vierzig (Moi et les hommes de 40 ans)
- 1965: Der Gendarm vom Broadway (Le Gendarme à New York)
- 1966: Scharfe Kurven für Madame (Le Grand restaurant)
- 1966: Nimm’s leicht, nimm Dynamit (Ne nous fâchons pas)
- 1966: C.I.A.-Agent Jeff Gordon (Le Solitaire passe à l'attaque) – Regie: Ralph Habib
- 1967: Die kostbare Malerei (La Bonne peinture) – Regie: Philippe Agostini
- 1967: Tatis herrliche Zeiten (Play Time)
- 1968: Balduin, der Heiratsmuffel (Le Gendarme se marie)
- 1970: Balduin, der Schrecken von St. Tropez (Le Gendarme en balade)
- 1973: Durch Paris mit Ach und Krach (Elle court, elle court la banlieue)
- 1973: Ich weiß von nichts und sage alles (Je sais rien, mais je dirai tout) – Regie: Pierre Richard
- 1979: Louis’ unheimliche Begegnung mit den Außerirdischen (Le Gendarme et les extra-terrestres)
- 1979: Unmoralische Engel (Les Héroïnes du mal) – Regie: Walerian Borowczyk
- 1981: Alles im Griff (Fais gaffe à la gaffe!) – Regie: Paul Boujenah
- 1982: Louis und seine verrückten Politessen (Le Gendarme et les gendarmettes)
- 1985: Ein alter Dickkopf (Le Facteur de Saint-Tropez) – Regie: Richard Balducci
- 1986: Ein Tag in Paris (Suivez mon regard) – Regie: Jean Curtelin
- 1986: Twist Again in Moskau (Twist again à Moscou)